# Flygel
Et flygel er et klaver, der er opbygget i form af en retvinklet trekant. Tangenterne, strengene og resonansbunden er parallelle i det vandrette plan.
På et opretstående klaver slår hamrene ind på strengene forfra, og de dæmpere, der skal stoppe strengenes vibrationer, når tangenterne slippes, bevæger sig ligeledes ind forfra – lige under hamrene.
På et flygel bevæger dæmperne sig ned ovenfra, og hamrene slår op nedefra ud for dæmperne. Dette gør, at tyngdekraften mere effektivt kan hjælpe til med at trække hamrene ned igen, når tangenten slippes. Endvidere er vippearmen på flygeltangenter længere end på opretstående klaverer. Disse to forhold gør, at man på et flygel har et meget mere præcist anslag end på et opretstående klaver, og man vil kunne repetere toner hurtigere. Til koncertbrug er flyglet derfor enerådende.
Et stueflygel er typisk ca. 180 cm langt, og dets dybeste strenge er væsentlig længere sammenlignet med strengene på et opretstående klaver. Et koncertflygels længde er mellem ca. 240 cm og ca. 300 cm, og da basstrengene derfor kan være længere end på et opretstående klaver, opnår de dybe toner en kraftigere og fyldigere klang.
Det tysk-amerikanske flygel- og klaverfirma Steinway & Sons er i almindelighed anerkendt som producent af verdens fineste håndlavede flygler.
- Flygel.
- Tangenterne på et flygel.
- Model af en tangent til et flygel.
- Det indvendige i et flygel.